# 평균자책점
평균자책점(平均自責点, 영어: Earned Run Average, ERA)은 야구에서 투수를 평가하는 지표 중 하나다. 약칭은 평자, 평자책이며, 일본 야구에서는 ‘방어율(防禦率)’이라고 한다. 투수의 9이닝당 자책점으로 나타내며 비교적 계산하기 쉽기 때문에 예전부터 투수를 평가하는 지표 중에서 가장 중요하게 여겨졌으나 등판 경기수, 상대의 타력, 수비력 등의 차이를 반영하기 힘들다는 단점이 있기 때문에 이를 반영하여 보정한 조정 평균자책점이 나오게 되었다.

## 개요
그 투수의 9이닝당의 자책점을 나타낸다. 즉,
평균자책점 = (9 × 자책점) ÷ 투구이닝
이다. 투구 횟수에 분수 부분(1/3, 2/3)을 포함하는 경우에는 정수 부분만 아니라 분수 부분도 포함해서 계산한다. 프로 야구에서는 보통 소수점 이하 둘째 자리까지만 계산해서 나타내며, 평균자책점의 순위를 매길 때, 소수점 이하 둘째 자리까지 같은 투수가 2명 이상 있을 때는 차이가 명확해질 때까지 자릿수를 표기한다.
해당 이닝 도중 주자를 남겨 놓고 투수가 바뀌는 경우에는 남겨 놓은 주자에 의한 실점은 앞선 투수의 책임으로 기록된다. 이 때문에 이닝 중간에 올라오는 일이 많은 원-포인트 릴리프는 그 투수의 기량을 평균자책점으로 평가하기 힘들다.
1경기당 9이닝으로 볼 때, 1경기에서 얼마나 점수를 내줄 수 있느냐를 판단할 수 있다.
만약 투수가 아웃 카운트를 한 번도 잡지 못한 채 자책점만 내준다면 그 선수의 평균자책점은 원칙적으로 다음 경기에서 투구 이닝이 추가될 때까지 계산이 유보되어 해당 투수의 평균자책점 자체가 정의되지 않거나 무한대(∞)가 되지만 경기장 전광판이나 기록에서는 편의상 0.00으로 기록된다. 실제 공식 기록집이나 야구 연감 등에서는 일반적으로 이런 무한대 평균자책점을 대시(—) 같은 기호를 이용하여 계산 자체가 될 수 없는 정의되지 않는 수치로 표기하거나 빈칸으로 남겨 두는 경우가 일반적이다. 혹은 "INF"로 무한대임을 나타내기도 한다. 대한민국의 야구 중계 방송에서는 이런 경우에 99.99같은 표기할 수 있는 최댓값으로 무한대 평균자책점을 표기하기도 한다.

## 같이 보기
- 야구 용어 목록
- 자책점
- WHIP
- 퀄리티 스타트